# Kendlbach-Formation
Die Kendlbach-Formation ist eine Formation der Nördlichen Kalkalpen, die an der Trias-Jura-Grenze abgelagert wurde.

## Bezeichnung
Die Kendlbach-Formation, Englisch Kendlbach Formation, ist nach ihrem Typusprofil im Kendlbachgraben benannt worden – 8 Kilometer südwestlich vom Wolfgangsee entfernt und 2 Kilometer nordöstlich des Hohen Zinkens. Synonyme Bezeichnungen der Formation sind Kendlbachschichten, Liasfleckenmergel, teilweise auch Allgäu-Formation, Kirchsteinkalk und Scheibelberg-Formation. Friedrich Felix Hahn (1910) hatte sie noch als Grauer Lamellibranchiatenkalk angesprochen.

## Erstbeschreibung
Die Kendlbach-Formation wurde erstmals im Jahr 1982 detailliert von Benno Plöchinger beschrieben, 1990 von R. Golebiowski einer Revision unterzogen und 1999 von Florian Böhm und Kollegen formell etabliert.

## Vorkommen
Die Kendlbach-Formation ist auf das obertriassische Eiberg-Becken der Nördlichen Kalkalpen beschränkt. Mit Ausnahme des Juvavikums (Hallstatt-Zone) ist sie in sämtlichen Decken anzutreffen. Neben den Typus-Vorkommen in der Osterhornmulde (Kendlbachgraben und Tiefengraben) erscheint die Formation bei Restental, Zlambach, an der Steinplatte, bei Eiberg, bei Aschau im Chiemgau sowie in der Karwendel-Mulde in Tirol mit dem GSSP-Profil Kuhjoch nordöstlich der Fleischbank bei Hinterriss und den nahegelegenen Fundorten Altjoch, Ochsentaljoch, Hochalplgraben, Marmorgraben, Pletzboden, Schlossgraben .///und Tölzer Hütte.

## Stratigraphie
Stratigraphisch kann die Kendlbach-Formation in zwei Member unterteilt werden – das Tiefengraben Member  (Rhätische Grenzmergel) im Liegenden und das Breitenberg Member (Liasbasiskalk) im Hangenden. Rötlich gefärbte, siltreiche Mergel im Liegenden des Tiefengraben-Members werden als Schattwald-Formation bezeichnet.
Die Kendlbach-Formation stellt die Bodenfüllung des Eiberg-Beckens dar. Unterlagert wird die Formation vom Eiberg Member der Kössen-Formation, manchmal auch vom Oberrhätkalk. Die Kontakte sind diskontinuierlich. Überlagert wird sie von der Enzesfeld-Formation. Seitliche Übergänge bestehen zum unteren Member der Schnöll-Formation in Richtung Rampe der ertrunkenen Oberrhätkalk-Dachsteinkalk-Riffplattform, jedoch in Richtung Becken zu der recht ähnlichen Scheibelberg-Formation.

## Lithologie
Lithologisch ist die Kendlbach-Formation eine Wechselfolge von grauen Kalken und grauen, tonreichen Mergeln. Die Kalke im Hangenden der Formation führen Hornsteinknollen und auch Hornsteinlagen. Die Formation wurde in einem proximalen Becken relativ flachen, generell gut durchlüfteten Wassers abgelagert. Die Sedimentation setzte mit grauen Mergeln ein, durchsetzt von bioklastenarmen Kalken an der Basis. Die Kalke weisen einen siliziklastischen Anteil auf, welcher aber in Richtung Hangendes zurückgeht.
Die Formation besitzt generell eine Mächtigkeit von mehreren Zehnermetern (25,20 Meter beispielsweise am Kuhjoch), reduziert sich aber am Typusprofil auf nur 8 Meter.

### Tiefengraben-Member
Das Tiefenbachgraben-Member (engl. Preplanorbis Beds) ist von großer Bedeutung, da es die Trias-Jura-Grenze enthält. Seine Mächtigkeit liegt im Tiefengraben bei 12,50 Meter. Es wird in zwei Abschnitte unterteilt. Im Liegenden treten oliv- bis bläulich dunkelgraue, feinkörnige Mergel auf, im Hangenden geht das Member in eine dezimetergebankte Wechselfolge von terrigenen, Peloid-führenden Wackestones und sandigen, arenitischen, glimmerreichen Mergeln über, in welche seltene kalkhaltige Sandsteinlagen zwischengeschaltet sind. Der Übergang entspricht einem Fazieswechsel zu flachen, subtidalen und höherenergetischen Ablagerungsbedingungen. Die dunklen Mergel enthalten an ihrer Basis eine dünne, nur 10 Zentimeter mächtige Lage mit kompakten, braunen, bituminösen Mergeln mit einem hohen Anteil von gerundeten, terrigenen Quarzkörnern – was auf restriktive Sedimentationsbedingungen und reduzierten Karbonatgehalt schließen lässt. Insgesamt deutet das Mergelpaket auf eine Zunahme des terrigenen Einflusses hin. An Fossilien sind zu nennen Stacheln von Seeigeln sowie Muscheln und Brachiopoden.
Die Mächtigkeit des Tiefengraben-Members ist im Liegenden recht konstant, kann aber ins Hangende starke Schwankungen von 15 bis 25 Meter aufweisen. Die Mächtigkeitszunahmen erfolgen hierbei in Richtung Norden und Nordwesten.

### Breitenberg-Member
Das recht uniforme Breitenberg-Member (Liasbasiskalk in der Karwendelmulde) bildet den oberen Abschnitt der Kendlbach-Formation und besteht aus bioturbaten, bioklastischen Packstones/Wackestones, die reich an Glaukonit und Schwammnadeln sind. Dieses gut gebankte und rhythmisch geschichtete Kalkpaket (die Bankung liegt im Dezimeter- bis Halbmeterbereich) besitzt eine durchschnittliche Mächtigkeit von nur 3 bis 4 Meter. Es zeigt im Liegenden mergelige Zwischenlagen. Im Hangenden treten Foraminiferen hinzu. Das Member wurde im Vergleich zum Tiefengraben-Member unter tieferen Bedingungen abgelagert und deutet auf offenen Schelfbereich und Progradieren am Rampenfuß (engl. coastal offlap). In Randlagen finden sich an der Basis des Members diskontinuierliche, hangabwärts gerichtete Leeblätter (engl. foresets) von subaquatischen Dünen, die auf starke Bodenströmungen hinweisen. Im Gegensatz zum Tiefengraben-Member sind im Breitenberg-Member neben reichhaltigen Muscheln und Brachiopoden auch Ammoniten gegenwärtig.

## Fossilien
An Fossilien enthält die Kendlbach-Formation Ammoniten (relativ selten), Brachiopoden (selten), Crinoiden, Crustaceenreste, Echinodermen, seltene schwer bestimmbare Gastropoden, Muscheln (häufig), Scaphopoda und Nadeln von Schwämmen. Als Mikrofauna finden sich äußerst seltene Coccolithen, Foraminiferen, Grünalgen (Prasinophytae), Ostrakoden, Palynomorpha, Radiolarien sowie kalkhaltiges Nannoplankton und Nannoproblematika. Die marinen Palynomorpha werden durch Acritarchen, Chlorophyten, Dinoflagellaten-Zysten und Prasinophyten repräsentiert. Terrestrische Palynomorpha sind Pollen und Sporen.
Unter den Muscheln, von denen reichhaltig Fragmente erhalten sind, zu erwähnen die Taxa Agerchlamys textorius, Antiquilima succincta, Arca, Astarte psilonoti, Cardinia ingens, Cardinia listeri, Chlamys subulata, Chlamys valoniensis, Cucullaea psilonoti, Liostrea hisingeri, Modiolus hillanus, Pholadomya, Plagiostoma gigantea und Pseudolimea hettangiensis. Auch jugendliche Formen von Pectenidae und Nuculidae sind vorhanden. Die Muschelpopulation ist autochthon (ortsansässig) und wird im unteren Tiefengraben-Member vom Taxon Cardinia dominiert. Als recht seltene Brachiopoden fungieren Lobothyris punctata, Spiriferina walcotti und Tetrarhyncha inopinata. 
Als Ammoniten erscheinen Alpinoceras haueri, Alsatites liasicus, Caloceras, Paradasyceras vermoesense, Parapsiloceras calliphyllum, Psiloceras calliphyllum, Psiloceras costosum, Psiloceras naumanni, Psiloceras pacificum, Psiloceras spelae, Psiloceras tilmanni und Schlotheimia. Unter den Echinodermenresten finden sich vor allem Crinoidenfragmente von Cladocrinus und Encrinus sowie Stacheln des Seeigels Procidaris. Sehr selten werden auch Reste von Holothurien angetroffen. 
Die Foraminiferenfauna besteht aus Ammobaculites, Ammodiscus, Frondicularia (Nodosariidae), Glomospira, Hippocrepina, Lenticulina, Lingulina tenera, Marginulinopsis, Oberhauserella alta, Praegubkinella turgescens, Reinholdella und Trochammina. Die recht artenreichen Ostrakoden sind weniger häufig als die Foraminiferen und zugegen mit den Taxa Bairdia, Bairdiacypris, Bythocypris, Carinobairdia hettangica, Cytherella plattensis, Cytherelloidea buisensis, Cytherelloidea circumscripta, Eucytherura elegans, Eucytherura elongata, Eucytherura paracostata, Eucytherura sagitta, Hungarella, Kerocythere, Liasina lanceolata, Ledahia celata, Ogmoconchella bristolensis, Ogmoconchella ellipsoidea, Paracypris, Polycope cerasia und Polycope cincinnata. 
Unter den Acritarchen finden sich Baltisphaeridium und Micrhytstridium. Chlorophyten sind Bottryococcus, Tasmanites und Tytthodiscus faveolus. Beaumontella langii, Cleistosphaeridium mojsisovicsii, Dapcodinium priscum, Rhaetogonyaulax rhaetica, Suessia swabiana und Valveodinium koessenium gehören zu den Dinoflagellaten. Zu den Prasinophyten zählen Cymatiosphaera polypartita, Leiosphaeridia und Pterospermella. Im kalkhaltigen Nannoplankton erscheinen Calcisphären, Coccolithen sowie Crucirhabdus minutus, Eoconusphaera zlambachensis, Prinsiosphaera triassica und Schizosphaerella punctulata. 
Terrestrische Palynomorpha sind die Pollen Alisporites, Araucariacites australis, Cerebropollenites macroverrucosus, Cerebropollenites thiergartii, Ovalipollis pseudoalatus, Perinopollenites elatoides, Pinuspollenites minimus, Quadraecullina anellaeformis, Rhaetipollis germanicus, Ricciisporites tuberculatus, Tsugaepollenites pseudomassulae, Vesicaspora fusca, Vitreisporites bijuvensis und Vitreisporites pallidus. Die Sporen schließlich setzen sich aus Acanthotriletes varius, Asseretospora gyrata, Calamospora meyeriana, Calamospora tener, Carnisporites, Chasmatosporites apertus, Cingulizonates rhaeticus, Conbaculatisporites, Concavisporites, Converrucosisporites, Convolutispora microrugulata, Corollina meyeriana, Corollina murphyi, Corollina torrosa, Cycadopites, Deltoidospora, Densosporites fissus, Heliosporites reissingeri, Limbosporites lundbladii, Lycopodiacidites, Porcellispora longdonensis, Retritriletes, Stereisporites, Todisporites, Trachysporites fuscus, Triancoraesporites reticulatus, Zebrasporites interscriptus und Zebrasporites laevigatus zusammen. 

## Alter
Im unteren Abschnitt des Tiefengraben-Members verläuft die Trias-Jura-Grenze. Die Kendlbach-Formation setzt daher noch vor Beginn des Hettangiums ein – was durch das Auftreten oberrhätischer Palynomorpha bestätigt wird. Ihre Hangendgrenze reicht zumindest bis an den Beginn des Mittleren Hettangiums. Da aber laut Golebiowski (1990) der Top des Breitenberg-Members noch die Ammonitenzone von Schlotheimia angulata berührt, dürfte als Hangendgrenze Mittelhettangium/Oberhettangium verwirklicht sein.
Die Grenze Rhätium/Hettangium ist mit 201,36 Millionen Jahren recht gut datiert. Für das Ende des Hettangiums werden 199,3 Millionen Jahre angesetzt. Absolut dürfte die Kendlbach-Formation somit in etwa den Zeitraum 201,5 bis 200,0 Millionen Jahre umfassen.